# Seznam slovenskih znanstvenikov
Seznam slovenskih znanstvenikov je krovni seznam.

## Seznami
- seznam slovenskih afrikologov/afrikanistov?
- seznam slovenskih agronomov
- seznam slovenskih agrometeorologov oz. biometeorologov
- seznam slovenskih akademikov (članov SAZU)
- seznam slovenskih akustikov
- seznam slovenskih albanologov
- seznam slovenskih algologov (= fikologov)
- seznam slovenskih amerikanistov
- seznam slovenskih andragogov
- seznam slovenskih anglistov (in severnoamerikanistov)
- seznam slovenskih anatomov
- seznam slovenskih antikologov
- seznam slovenskih antropologov
- seznam slovenskih arabistov
- seznam slovenskih arahnologov
- seznam slovenskih arheologov
- seznam slovenskih arhivistov
- seznam slovenskih astrofizikov
- seznam slovenskih astronomov
- seznam slovenskih avtomatikov
- seznam slovenskih bakteriologov
- seznam slovenskih balkanologov
- seznam slovenskih baltistov
- seznam slovenskih belorusistov
- seznam slovenskih biblicistov
- seznam slovenskih bibliologov
- seznam slovenskih bibliografov
- seznam slovenskih bibliotekarjev
- seznam slovenskih biofizikov
- seznam slovenskih biokemikov
- seznam slovenskih biologov
- seznam slovenskih biomehanikov
- seznam slovenskih bionikov
- seznam slovenskih biotehnologov
- seznam slovenskih bizantologov
- seznam slovenskih bohemistov
- seznam slovenskih bolgaristov
- seznam slovenskih botanikov
- seznam slovenskih citologov
- seznam slovenskih defektologov
- seznam slovenskih dediščinarjev
- seznam slovenskih dendrologov
- seznam slovenskih deontologov
- seznam slovenskih dermatologov
- seznam slovenskih didaktikov
- seznam slovenskih dialektologov
- seznam slovenskih egiptologov
- seznam slovenskih ekleziologov
- seznam slovenskih ekologov
- seznam slovenskih ekonomistov
- seznam slovenskih eksobiologov
- seznam slovenskih elektoenergetikov
- seznam slovenskih elektronikov
- seznam slovenskih elektrotehnikov
- seznam slovenskih embriologov
- seznam slovenskih energetikov
- seznam slovenskih endokrionologov
- seznam slovenskih enologov
- seznam slovenskih entomologov
- seznam slovenskih epidemiologov
- seznam slovenskih epigrafikov
- seznam slovenskih ergonomov
- seznam slovenskih estetikov
- seznam slovenskih etimologov
- seznam slovenskih etnokoreologov
- seznam slovenskih etnologov
- seznam slovenskih etnomuzikologov
- seznam slovenskih etologov
- seznam slovenskih evroposlovcev
- seznam slovenskih farmacevtov
- seznam slovenskih farmakologov
- seznam slovenskih felinologov
- seznam slovenskih filmologov
- seznam slovenskih filologov
- seznam slovenskih filozofov
- seznam slovenskih finlandistov
- seznam slovenskih finančnih strokovnjakov
- seznam slovenskih fitocenologov
- seznam slovenskih fitofiziologov
- seznam slovenskih fitopatologov
- seznam slovenskih fizikov
- seznam slovenskih fiziologov
- seznam slovenskih folkloristov
- seznam slovenskih fonetikov
- seznam slovenskih fonologov
- seznam slovenskih francistov
- seznam slovenskih ftiziologov
- seznam slovenskih gastrologov (gastroenterologov)
- seznam slovenskih gastronomov
- seznam slovenskih gemologov
- seznam slovenskih genealogov (rodoslovcev)
- seznam slovenskih genetikov
- seznam slovenskih geodetov
- seznam slovenskih geofizikov
- seznam slovenskih geografov
- seznam slovenskih geologov
- seznam slovenskih germanistov
- seznam slovenskih gerontologov
- seznam slovenskih ginekologov in porodničarjev
- seznam slovenskih glasbenih narodopiscev
- seznam slovenskih gozdarjev (glej seznam slovenskih inženirjev gozdarstva)
- seznam slovenskih gradbenikov (glej seznam slovenskih inženirjev gradbeništva)
- seznam slovenskih grafologov
- seznam slovenskih gramatikov (seznam slovenskih slovničarjev)
- seznam slovenskih grecistov
- seznam slovenskih hematologov
- seznam slovenskih heraldikov
- seznam slovenskih herpetologov
- seznam slovenskih hetitologov
- seznam slovenskih hidrobiologov
- seznam slovenskih hidrogeologov
- seznam slovenskih hidrologov
- seznam slovenskih hidrotehnikov
- seznam slovenskih hipologov
- seznam slovenskih hispanistov
- seznam slovenskih histologov
- seznam slovenskih horologov
- seznam slovenskih humanistov
- seznam slovenskih hungaristov
- seznam slovenskih ihtiologov
- seznam slovenskih imunologov
- seznam slovenskih indoevropeistov
- seznam slovenskih indologov
- seznam slovenskih informatikov
- seznam slovenskih inženirjev (gradbeništva, elektrotehnike, mehatronike, strojništva, gozdarstva...)
- seznam slovenskih iranistov (perzistov)
- seznam slovenskih islamologov
- seznam slovenskih italijanistov
- seznam slovenskih japonologov
- seznam slovenskih jedrskih strokovnjakov
- seznam slovenskih jezikoslovcev (lingvistov)
- seznam slovenskih kardiologov
- seznam slovenskih kartografov
- seznam slovenskih kastelologov
- seznam slovenskih kavkazistov (armenistov, gruzinologov ...)
- seznam slovenskih kemikov
- seznam slovenskih kibernetikov
- seznam slovenskih kineziologov
- seznam slovenskih kinologov
- seznam slovenskih klasičnih arheologov in zgodovinarjev starega veka
- seznam slovenskih klasičnih filologov
- seznam slovenskih klimatologov
- seznam slovenskih kognitivnih znanstvenikov
- seznam slovenskih koleopterologov
- seznam slovenskih komparativistov
- seznam slovenskih komunikologov
- seznam slovenskih konservatorjev
- seznam slovenskih koreanistov
- seznam slovenskih koreologov
- seznam slovenskih kostumologov (oblačila)
- seznam slovenskih kozmologov
- seznam slovenskih krasoslovcev
- seznam slovenskih kriminologov
- seznam slovenskih kriptologov
- seznam sloevnskih kristalografov
- seznam slovenskih kroatistov
- seznam slovenskih kulturologov
- seznam slovenskih kulturnih zgodovinarjev
- seznam slovenskih latinistov
- seznam slovenskih latinoamerikanistov (iberoamerikanistov)
- seznam slovenskih leksikografov (slovaropiscev)
- seznam slovenskih lepidopterologov
- seznam slovenskih lesarjev
- seznam slovenskih limnologov
- seznam slovenskih lingvistov (glej seznam slovenskih jezikoslovcev)
- seznam slovenskih literarnih komparativistov in teoretikov
- seznam slovenskih literarnih zgodovinarjev (posebej:seznam slovenskih mladinskih literarnih zgodovinarjev)
- seznam slovenskih logikov
- seznam slovenskih luzitanistov
- seznam slovenskih makedonistov
- seznam slovenskih malakologov
- seznam slovenskih matematikov
- seznam slovenskih medicincev (glej seznam slovenskih zdravnikov in kirurgov)
- seznam slovenskih medievistov
- seznam slovenskih mehanikov
- seznam slovenskih mehatronikov
- seznam slovenskih metalurgov
- seznam slovenskih meteorologov
- seznam slovenskih metodikov
- seznam slovenskih mikologov
- seznam slovenskih mikrobiologov
- seznam slovenskih mineralogov
- seznam slovenskih molekularnih biologov
- seznam slovenskih montanistov (seznam slovenskih inženirjev rudarstva)
- seznam slovenskih muzeologov
- seznam slovenskih muzikologov
- seznam slovenskih nanotehnologov
- seznam slovenskih nederlandistov
- seznam slovenskih nemcistov
- seznam slovenskih neonatologov
- seznam slovenskih nevrologov
- seznam slovenskih nutricionistov
- seznam slovenskih obramboslovcev
- seznam slovenskih oceanografov
- seznam slovenskih oftalmologov
- seznam slovenskih onkologov
- seznam slovenskih operoslovcev
- seznam slovenskih optikov
- seznam slovenskih organizatorikov
- seznam slovenskih orientalistov
- seznam slovenskih ornitologov
- seznam slovenskih ortopedov
- seznam slovenskih otrorinolaringologov
- seznam slovenskih paleoarheologov
- seznam slovenskih paleobotanikov
- seznam slovenskih paleontologov
- seznam slovenskih paleoslavistov (staroslovanskih in primerjalnih slovanskih jezikoslovcev)
- seznam slovenskih paleozoologov
- seznam slovenskih palinologov
- seznam slovenskih parapsihologov
- seznam slovenskih patologov
- seznam slovenskih pedagogov
- seznam slovenskih pediatrov
- seznam slovenskih pedologov
- seznam slovenskih penologov
- seznam slovenskih politologov
- seznam slovenskih polonistov
- seznam slovenskih pomologov
- seznam slovenskih pravnikov (delno oz. pravnih znanstvenikov/teoretikov)
- seznam slovenskih prevodoslovcev
- seznam slovenskih psihiatrov
- seznam slovenskih psihoanalitikov
- seznam slovenskih psihologov
- seznam slovenskih računalnikarjev
- seznam slovenskih radiologov
- seznam slovenskih religiologov
- seznam slovenskih revmatologov
- seznam slovenskih robotikov
- seznam slovenskih romanistov
- seznam slovenskih romologov
- seznam slovenskih romunistov
- seznam slovenskih rusistov
- seznam slovenskih seizmologov
- seznam slovenskih seksologov
- seznam slovenskih semiologov
- seznam slovenskih semitistov
- seznam slovenskih sinologov
- seznam slovenskih skandinavistov
- seznam slovenskih slavistov
- seznam slovenskih slovakistov
- seznam slovenskih slovenistov
- seznam slovenskih sociolingvistov
- seznam slovenskih sociologov
- seznam slovenskih somnologov
- seznam slovenskih sorabistov
- seznam slovenskih specialnih pedagogov
- seznam slovenskih speleobiologov (speleozoologov)
- seznam slovenskih speleologov (glej seznam slovenskih jamarjev)
- seznam slovenksih srbistov (in montenergistov)
- seznam slovenskih srbokroatistov
- seznam slovenskih statistikov
- seznam slovenskih strojnikov (seznam slovenskih inženirjev strojništva)
- seznam slovenskih stomatologov
- seznam slovenskih taksonomov
- seznam slovenskih teatrologov
- seznam slovenskih tehnologov
- seznam slovenskih tekstilnih tehnologov
- seznam slovenskih teologov
- seznam slovenskih toksikologov
- seznam slovenskih travmatologov
- seznam slovenskih turkologov
- seznam slovenskih ukrajinistov (in rusinistov)
- seznam slovenskih umetnostnih zgodovinarjev
- seznam slovenskih urologov
- seznam slovenskih varstvoslovcev
- seznam slovenskih veksikologov
- seznam slovenskih veterinarjev
- seznam slovenskih virologov
- seznam slovenskih vojaških teoretikov (in vojaških zgodovinarjev)
- seznam slovenskih vulkanologov
- seznam slovenskih zgodovinarjev
- seznam slovenskih zgodovinarjev znanosti
- seznam slovenskih zoofiziologov
- seznam slovenskih zoologov
- seznam slovenskih zootehnikov

- Seznam strokovno odmevnih slovenskih znanstvenikov (seznam slovenskih znanstvenikov z visokim h-indeksom)